# Ева Славова
Ева Славова е български модел и професионален танцьор. През 2020 г. става „Плеймейт на годината“ на списание „Плейбой”. Ева Славова остава в историята като последното момиче на корица на списание „Плейбой” в целия свят.

## Биография
Ева Славова е родена на 27 февруари 1989 г. в Разград. Живее там до 13 годишна възраст. Премества се с нейното семейство в София и завършва средно образование в 36 СОУ „Максим Горки”. Има дъщеря – Стела, родена на 9 април 2011 г.
Ева Славова е започва кариерата си като модел на 13 годишна възраст. На 20 години насочва вниманието си към танците и гради 12 годишна кариера като професионален танцьор. Танцувала е на най-големите клубни сцени в България като Bedroom Premium Club; The 1 Exclusive и други. Работила е и като счетоводител и застраховател.
През 2020 г. печели конкурса „Плеймейт на годината“ и титлата Мис Плеймейт 2020. Снима се за корица на списание „Плейбой”. Поради прекратяването на издаване на списанието на хартиен носител Ева Славова се превръща в последното момиче на корица на „Плейбой” в целия свят.
След спечелването на титлата Ева Славова продължава да работи като танцьор, но под формата на гост-танцьор.